# سیارک ۱۸۶۱۱
سیارک ۱۸۶۱۱ (به انگلیسی: 18611 Baudelaire، نامگذاری:1998CB3)۱۸۶۱۱مین سیارک کشف شده‌است که در ۰۶ فوریه ۱۹۹۸ کشف شد.